# فخرالتاج امیرشقاقی
فخرالتاج امیرشقاقی (زادهٔ ۱۳۲۰ در هشترود) نمایندهٔ حوزهٔ انتخابیهٔ تبریز در دورهٔ چهارم مجلس شورای اسلامی بوده‌است. او در این مدت عضو کمیسیون اصل ۹۰ و ۸۸ قانون اساسی بوده‌است.

## زندگی‌نامه
فخرالتاج امیرشقاقی در سال ۱۳۲۰ در هشترود در خانواده‌ای فرهنگی زاده شد. وی پس از پایان تحصیلات دبیرستان در آموزش و پرورش استخدام شد و با دریافت مدرک لیسانس در رشته ادبیات زبان فرانسوی به عنوان دبیر در مدرسه‌های ایراندخت، صدیق اعلم و سپس آذرمی‌دخت در تبریز مشغول به تدریس شد. او پس از وقوع انقلاب اسلامی از سال ۱۳۵۸ تا ۱۳۶۴ همزمان با مدیریت دبیرستان زینب کبری موفق به کسب دانشنامه کارشناسی ارشد علوم سیاسی شد. امیرشقاقی در سال ۱۳۶۴ عضو شورای برنامه‌ریزی اداره کل آموزش وپرورش استان آذربایجان شرقی شد و ریاست مرکز تربیت معلم دخترانه شهید باهنر تبریز را نیز بر عهده گرفت. او با حفظ سمت در سال‌های ۱۳۶۶ تا ۱۳۷۱ سرپرست دوره‌های پرستاری و مامایی دانشگاه آزاد تبریز نیز بوده‌است.
امیرشقاقی در سال ۷۱ به عنوان کاندیدای مستقل وارد مجلس شورای اسلامی شد. او پس از پایان مجلس به سمت مشاور وزیر آموزش و پرورش و همچنین مشاور وزیر پست و تلگراف و تلفن در امور بانوان منصوب گردید و تا سال ۷۶ در این سمت باقی ماند. وی در سال ۷۷ از آموزش وپرورش بازنشسته شد. همسر او در سال ۱۳۸۲ درگذشت و از آن پس او به تبریز بازگشت.

## تاریخچه انتخابات
| سال  | انتخابات | رای     | درصد  | نتیجه |
| ---- | -------- | ------- | ----- | ----- |
| ۱۳۷۰ | مجلس     | ۱۷۶٬۶۴۶ | ۲۶٫۹۰ | برنده |